# Les Tourrettes
Pour les articles homonymes, voir Tourrette et Tourette.
Les Tourrettes sont une commune française située dans le département de la Drôme en région Auvergne-Rhône-Alpes.

## Géographie

### Situation et description
La commune des Tourrettes est située à mi-distance entre Loriol-sur-Drôme, au nord, et Montélimar, au sud, sur la route Nationale 7.

### Hydrographie
La commune est riveraine du Rhône.

### Climat
Pour des articles plus généraux, voir Climat d'Auvergne-Rhône-Alpes et Climat de la Drôme.
En 2010, le climat de la commune est de type climat méditerranéen franc, selon une étude du Centre national de la recherche scientifique s'appuyant sur une série de données couvrant la période 1971-2000. En 2020, Météo-France publie une typologie des climats de la France métropolitaine dans laquelle la commune est exposée à un climat méditerranéen et est dans la région climatique  Provence, Languedoc-Roussillon, caractérisée par une pluviométrie faible en été, un très bon ensoleillement (2 600 h/an), un été chaud (21,5 °C), un air très sec en été, sec en toutes saisons, des vents forts (fréquence de 40 à 50 % de vents > 5 m/s) et peu de brouillards. 
Pour la période 1971-2000, la température annuelle moyenne est de 13,2 °C, avec une amplitude thermique annuelle de 17,9 °C. Le cumul annuel moyen de précipitations est de 905 mm, avec 7 jours de précipitations en janvier et 4,2 jours en juillet. Pour la période 1991-2020, la température moyenne annuelle observée sur la station météorologique de Météo-France la plus proche, « Marsanne », sur la commune de Marsanne à 7 km à vol d'oiseau, est de 13,4 °C et le cumul annuel moyen de précipitations est de 967,5 mm,. Pour l'avenir, les paramètres climatiques de la commune estimés pour 2050 selon différents scénarios d'émission de gaz à effet de serre sont consultables sur un site dédié publié par Météo-France en novembre 2022.

### Voies de communication
La commune est traversée par la route nationale 7 (RN 7) ainsi que par l'autoroute A7. La bretelle la plus proche est à quelques kilomètres plus au nord :  16 Loriol-sur-Drôme.

## Urbanisme

### Typologie
Au 1er janvier 2024, Les Tourrettes sont catégorisées bourg rural, selon la nouvelle grille communale de densité à 7 niveaux définie par l'Insee en 2022.
Elle est située hors unité urbaine. Par ailleurs la commune fait partie de l'aire d'attraction de Montélimar, dont elle est une commune de la couronne,. Cette aire, qui regroupe 45 communes, est catégorisée dans les aires de 50 000 à moins de 200 000 habitants,.

### Occupation des sols
L'occupation des sols de la commune, telle qu'elle ressort de la base de données européenne d’occupation biophysique des sols Corine Land Cover (CLC), est marquée par l'importance des forêts et milieux semi-naturels (47,6 % en 2018), une proportion identique à celle de 1990 (47,6 %). La répartition détaillée en 2018 est la suivante : forêts (47,6 %), zones agricoles hétérogènes (24,7 %), eaux continentales (17,2 %), zones urbanisées (7,7 %), zones industrielles ou commerciales et réseaux de communication (2,8 %). L'évolution de l’occupation des sols de la commune et de ses infrastructures peut être observée sur les différentes représentations cartographiques du territoire : la carte de Cassini (XVIIIe siècle), la carte d'état-major (1820-1866) et les cartes ou photos aériennes de l'IGN pour la période actuelle (1950 à aujourd'hui).

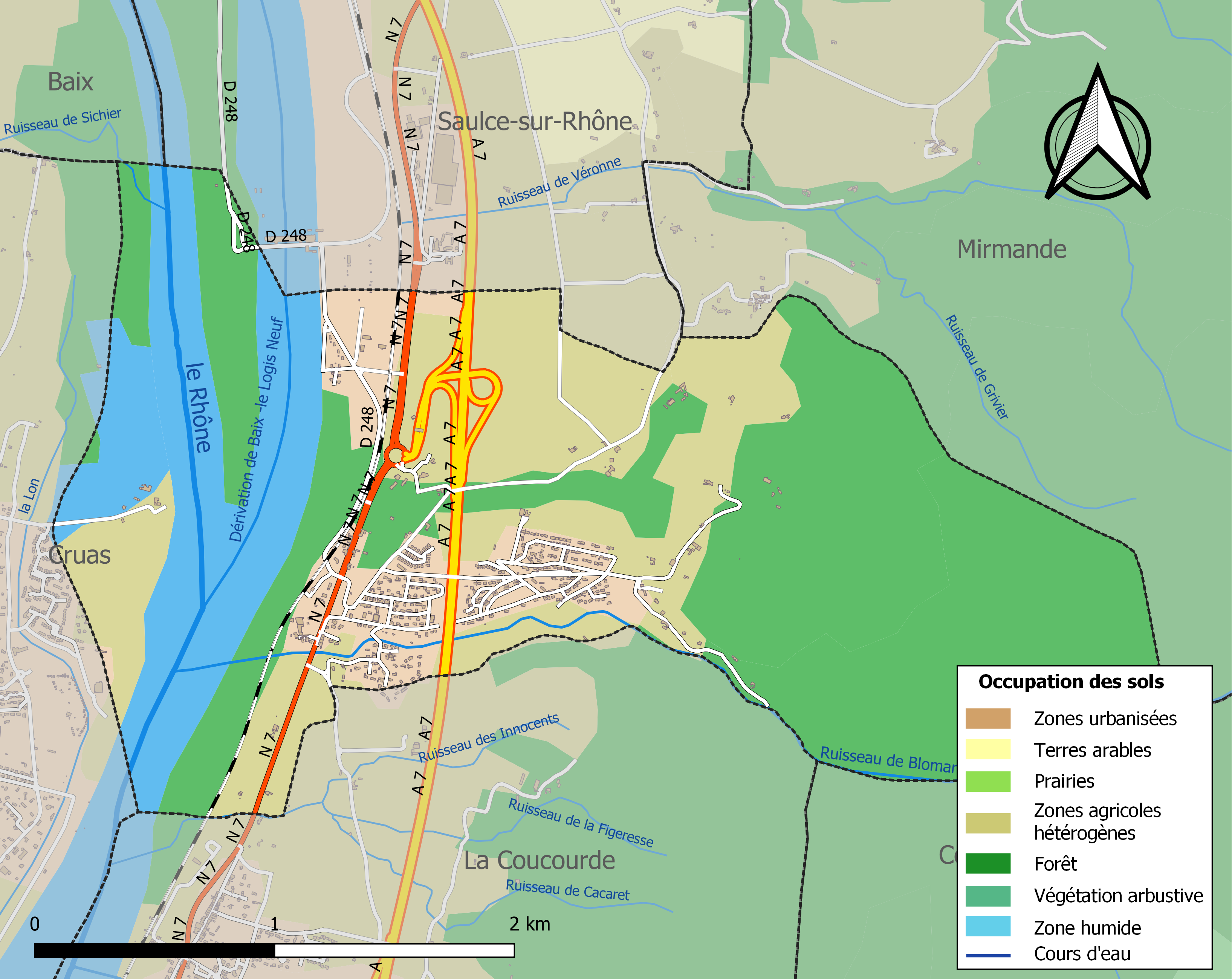
Carte des infrastructures et de l'occupation des sols de la commune en 2018 (CLC).

### Morphologie urbaine

#### Quartiers, hameaux et lieux-dits
Site Géoportail (carte IGN) :

### Voies de communication et transports
La commune est traversée par la route nationale 7 (RN7). Son territoire  est également traversé par l'autoroute A7, lequel est accessible par le péage Montélimar-Nord.

## Toponymie
La commune est nommée Las Torretas en occitan provençal[réf. nécessaire].

### Attestations
Dictionnaire topographique du département de la Drôme :
- XIVe siècle : mention du prieuré : prioratus de Turrete (pouillé de Valence).
- 1510 : mention du prieuré : prioratus de Turretis et Calmo (pouillé de Valence).
- 1547 : Turretis (rôle de décimes).
- 1547 : mention de la paroisse : cura de Tourretis (rôle de décimes).
- 1581 : Torretes (archives de la Drôme, E 3388).
- 1891 : Les Tourrettes, commune du canton de Marsanne.

### Étymologie
Le toponyme des Tourrettes viendrait d'un radical signifiant « colline » et « tour »[réf. nécessaire].

## Histoire

### Antiquité: les Gallo-romains
Comme toutes les communes situées le long de la RN7, le territoire communal est traversé par la Via Agrippa qui, à l'époque gallo-romaine, remontait la vallée du Rhône.
Présence romaine (substructions).

### Du Moyen Âge à la Révolution
La seigneurie :
- Du point de vue féodal, les Tourrettes étaient une terre (ou seigneurie) premièrement possédée par les Adhémar.
- Les Adhémar l'hommagent aux papes.
- 1360 : la terre passe aux abbés de Cruas, derniers seigneurs.

Avant 1790, les Tourrettes étaient une communauté de l'élection, subdélégation et sénéchaussée de Montélimar.

Elle formait une paroisse du diocèse de Valence dont l'église était celle d'un prieuré de bénédictins (dépendant de l'abbaye de Cruas) et dont le titulaire avait les dîmes des paroisses des Tourrettes et de Lachamp. Ce prieuré n'existait plus au XVIe siècle.

### De la Révolution à nos jours
En 1790, la commune fait partie du canton de Marsanne.
En 1835, son territoire se composait de 249 hectares de bois particuliers, 267 de terres labourables, 24 de vignes, 8 de près, 31 de pâturages, 132 de routes et rivières, etc. Au total 734.

La commune a payé à l'État pour ses contributions directes de 18 732 164,30 francs, au Département 1 025,49 francs, à la caisse municipale 1 456,98 francs[source insuffisante].
En 1860, le village est situé sur une petite éminence dominant la vallée du Rhône. Il est entouré de vieux remparts ouverts par quatre portes.

Le château est surélevé par rapport aux maisons. Il est flanqué d'une tour carrée de 64 mètres de haut avec double fenêtres ogivales et entourées de 15 à 20 meurtrières. Les armoiries ont été mutilées.

Outre le village, habité par douze ménages seulement, il y a trois hameaux : Le Serre, Saint-Didier et Le Logis-Neuf. Ce dernier, voisin du Rhône, de la route et du chemin de fer, a supplanté l'ancien village dont les maisons et l'église tombaient en ruines. La chapelle Saint-Didier est devenue l'église paroissiale[réf. nécessaire].
Il y avait autrefois aux Tourrettes une étude notariale, transférée à Lachamp vers 1840[réf. nécessaire].
(non daté)[réf. nécessaire] : la commune passe dans le Canton de Montélimar-1.

## Politique et administration

### Liste des maires
| Période                                                                      | Période  | Identité          | Étiquette    | Qualité  |
| ---------------------------------------------------------------------------- | -------- | ----------------- | ------------ | -------- |
| Les données manquantes sont à compléter. : de la Révolution au Second Empire |          |                   |              |          |
| 1790                                                                         | 1871     | ?                 |              |          |
| Les données manquantes sont à compléter. : depuis la fin du Second Empire    |          |                   |              |          |
| 1871                                                                         | 1874     | ?                 |              |          |
| 1874                                                                         | 1878     | ?                 |              |          |
| 1878                                                                         | 1884     | ?                 |              |          |
| 1884                                                                         | 1888     | ?                 |              |          |
| 1888                                                                         | 1892     | ?                 |              |          |
| 1892                                                                         | 1896     | ?                 |              |          |
| 1896                                                                         | 1900     | ?                 |              |          |
| 1900                                                                         | 1904     | ?                 |              |          |
| 1904                                                                         | 1908     | ?                 |              |          |
| 1908                                                                         | 1912     | ?                 |              |          |
| 1912                                                                         | 1919     | ?                 |              |          |
| 1919                                                                         | 1925     | ?                 |              |          |
| 1925                                                                         | 1929     | ?                 |              |          |
| 1929                                                                         | 1935     | ?                 |              |          |
| 1935                                                                         | 1945     | ?                 |              |          |
| 1945                                                                         | 1947     | ?                 |              |          |
| 1947                                                                         | 1953     | ?                 |              |          |
| 1953                                                                         | 1959     | ?                 |              |          |
| 1959                                                                         | 1965     | ?                 |              |          |
| 1965                                                                         | 1971     | ?                 |              |          |
| 1971                                                                         | 1977     | ?                 |              |          |
| 1977                                                                         | 1983     | ?                 |              |          |
| 1983                                                                         | 1989     | ?                 |              |          |
| 1989                                                                         | 1995     | ?                 |              |          |
| 1995                                                                         | 2001     | André Tronchon    |              |          |
| 2001                                                                         | 2008     | Gérard Millier    |              |          |
| 2008                                                                         | 2014     | Jean-Pierre Laval | DVD puis UDI | retraité |
| 2014                                                                         | 2020     | Jean-Pierre Laval |              |          |
| 2020                                                                         | 2022     | Pierre Braysse    |              |          |
| 2022                                                                         | en cours | Jean-Pierre Laval |              |          |

## Population et société

### Démographie
L'évolution du nombre d'habitants est connue à travers les recensements de la population effectués dans la commune depuis 1793. Pour les communes de moins de 10 000 habitants, une enquête de recensement portant sur toute la population est réalisée tous les cinq ans, les populations de référence des années intermédiaires étant quant à elles estimées par interpolation ou extrapolation. Pour la commune, le premier recensement exhaustif entrant dans le cadre du nouveau dispositif a été réalisé en 2005.

En 2022, la commune comptait 1 084 habitants, en évolution de +4,73 % par rapport à 2016 (Drôme : +2,64 %, France hors Mayotte : +2,11 %).
| 1793 | 1800 | 1806 | 1821 | 1831 | 1836 | 1841 | 1846 | 1851 |
| ---- | ---- | ---- | ---- | ---- | ---- | ---- | ---- | ---- |
| 225  | 301  | 294  | 308  | 363  | 371  | 365  | 365  | 328  |

| 1856 | 1861 | 1866 | 1872 | 1876 | 1881 | 1886 | 1891 | 1896 |
| ---- | ---- | ---- | ---- | ---- | ---- | ---- | ---- | ---- |
| 310  | 298  | 302  | 253  | 249  | 249  | 229  | 211  | 225  |

| 1901 | 1906 | 1911 | 1921 | 1926 | 1931 | 1936 | 1946 | 1954 |
| ---- | ---- | ---- | ---- | ---- | ---- | ---- | ---- | ---- |
| 200  | 196  | 195  | 182  | 162  | 176  | 159  | 163  | 187  |

| 1962 | 1968 | 1975 | 1982 | 1990 | 1999 | 2005 | 2006 | 2010 |
| ---- | ---- | ---- | ---- | ---- | ---- | ---- | ---- | ---- |
| 808  | 277  | 300  | 461  | 691  | 763  | 841  | 878  | 964  |

| 2015  | 2020  | 2022  | - | - | - | - | - | - |
| ----- | ----- | ----- | - | - | - | - | - | - |
| 1 042 | 1 034 | 1 084 | - | - | - | - | - | - |

### Services et équipements
Au lieu-dit (ou hameau) du Logis Neuf se trouve la centrale hydroélectrique Joseph Bethenod de la Compagnie Nationale du Rhône mise en service en 1960.

### Enseignement
La commune relève de l'académie de Grenoble.

### Manifestations culturelles et festivités
- Fête patronale : le premier dimanche de juillet[14].

### Loisirs
- Association culturelle et sportive[14].
- Salle d'animation. Elle a pris le nom du chanteur Jean Ferrat en 2012[22].

### Médias
Le territoire de la commune se situe dans l'aire de diffusion de plusieurs médias :
- Presse écrite
  - Le Dauphiné libéré, quotidien régional qui consacre, chaque jour, y compris le dimanche, dans son édition de « Romans et Drôme des collines » un ou plusieurs articles à l'actualité du canton et de la commune, ainsi que des informations sur les éventuelles manifestations locales, les travaux routiers, et autres événements divers à caractère local.
  - L'Agriculture Drômoise, journal d'informations agricoles et rurales, couvre l'ensemble du département de la Drôme.
  - Drôme Hebdo (ancien Peuple Libre), hebdomadaire chrétien d'informations.
- Presse audio-visuelle
  - France Bleu est une radio publique diffusée sur son territoire.

## Économie

### Agriculture
En 1992 : céréales, ovins, porcins.

## Culture locale et patrimoine

### Lieux et monuments
- Vestiges du château (MH). Il a été restauré[14].

Château fort médiéval des abbés de Cruas (château de la Cheysserie) : donjon, enceinte quadrangulaire et logis du XVIe siècle restauré au XXe siècle. Il est inscrit au titre des monuments historiques depuis 1956.
- Vestiges de l'enceinte médiévale du castrum en position dominante[réf. nécessaire].
- Chapelle médiévale Saint-Didier (MH). Elle a été restaurée[14].

La chapelle Saint-Didier des Tourettes est une chapelle romane du XIIe siècle MH) restaurée : deux gros contreforts en façade, abside semi-circulaire, coupole octogonale, clocheton à une arcade[réf. nécessaire]. Elle est classée au titre des monuments historiques depuis 1956.
Didier était évêque de Vienne de 596 à 606 (23 mai). Il a été lapidé sur ordre de Brunehilde, reine d'Austrasie. Il est un saint protecteur des enfants[réf. nécessaire].
La chapelle rassemblait de nombreux pèlerins pendant les neuf jours suivant le jour de sa fête locale fixée au 11 février, probablement en commémoration de la translation de son corps dans l'église des Saints Apôtres de Vienne. Les chrétiens venaient placer leurs enfants malades sous sa protection. Les mères de famille avaient coutume de laisser un habillement complet de leurs enfants malades. Ces dépouilles ou trousseaux d'enfants étaient distribués à des familles nécessiteuses domiciliées dans la paroisse[réf. nécessaire]
L'établissement de cette église remonterait au siècle de Charlemagne. Elle serait bâtie sur l'emplacement d'un antique temple païen[réf. nécessaire].
Les murs ont 1,20 m d'épaisseur, faits avec du bon mortier, avec des ouvertures sur les deux parements en pierre d'apparat.
Seules les modifications intérieures récentes sont connues : en 1808, des compagnons italiens ont occulté une partie du chœur par la construction d'un galandage sur lequel a été peinte une fresque censée représenter saint Didier bénissant un enfant présenté par sa mère. En 1877, ce même cœur a été rétabli dans son état original lors de l'installation de la statue du Sacré-Cœur. Le galandage placé en 1808 a été détruit. Les angles du chœur, en pierre de taille, ainsi qu'une partie du revêtement intérieur de l'abside ont été reconstitués. En 1879, la toiture a été restaurée. En 1880, le chœur de la chapelle a été doté d'un autel de pierre qui remplaçait celui en bois. Ce dernier a été déplacé dans la petite chapelle latérale consacrée à la Sainte Vierge.
En novembre 1882, on envisage l'agrandissement et la restauration de la chapelle. Le 23 septembre 1883, le projet est soumis au conseil municipal. Il est approuvé à une grande majorité. Les travaux prévoyaient, dans un premier temps « le remodelage de la façade avec deux tourelles, l'agrandissement de la nef et l'adjonction de deux chapelles latérales ».
En 1894, ce projet a été définitivement abandonné au profit de la construction de l'église actuelle. La chapelle Saint-Didier a continué de remplir son office pour les cérémonies de la Toussaint (procession) et pour la fête patronale. En 1896, le ministre du culte d'alors demanda la destruction de la chapelle puis, revenant sur sa première décision, il exigea sa fermeture complète.
La chapelle s'est dégradée par manque d'entretien (les infiltrations des eaux de pluie sont signalées dès 1894). Quelques années plus tard, le corps du bâtiment a été séparé de sa chapelle latérale (sud), pratiquement tombée en ruine. En 1912, cette dernière est aménagée en garage pour le corbillard de la commune.
Fin XXe siècle, la chapelle est définitivement fermée par le curé de la paroisse, le père Debos, en raison de son insalubrité[réf. nécessaire].
- Au Logis Neuf : logis bâti le long de la route royale au XVIIIe siècle[réf. nécessaire].
- Église Saint-Antoine-de-Padoue du Logis Neuf (XIXe siècle)[14]. Elle a été consacrée le 25 septembre 1892[réf. nécessaire].

### Héraldique, logotype et devise
|  | Les Tourrettes possède des armoiries dont l'origine et le blasonnement exact ne sont pas disponibles. |